# Château de Sainte-Gemme
Le château royal de Sainte-Gemme parfois appelé aussi Saint-James (aujourd'hui détruit) se situait sur la commune de Feucherolles (auparavant Lanluets-Sainte-Gemme), près de Saint-Germain-en-Laye dans les Yvelines (78).

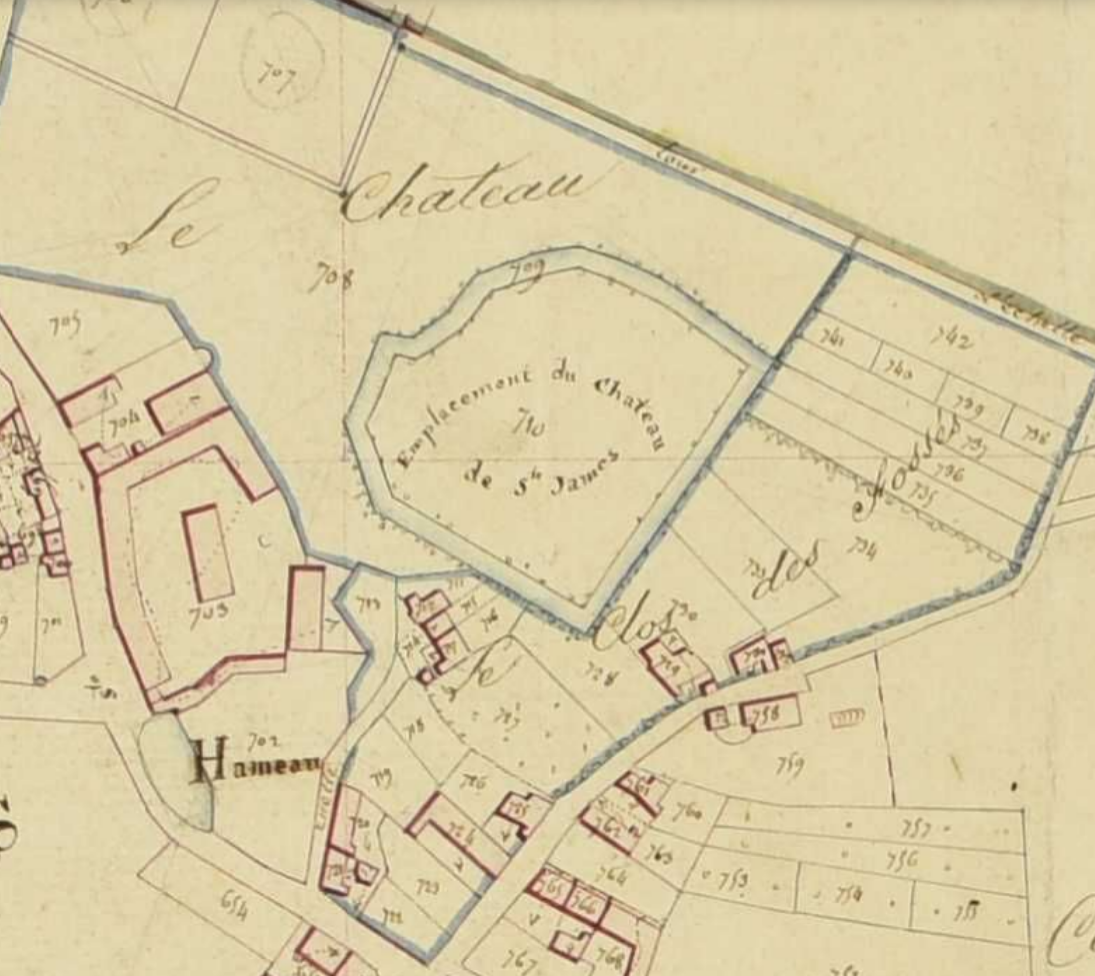
Plan cadastral représentant les douves et l'emplacement du château (1819)

Le 9 février 1350, il fut le théâtre du mariage de Jean II le Bon et de Jeanne d'Auvergne. 
Jean II séjournait souvent à Sainte-Gemme, comme l'atteste une lettre datant de février 1344. Le château de Sainte-Gemme peut avoir une origine antérieure même si la datation précise de sa construction est impossible. Il a pu être bâti sous le règne du roi Robert Ier de France, tout comme la première chapelle, construite en 1033 et dédiée à sainte Gemme, vierge martyre du Ier siècle.
La famille des La Salle furent gouverneurs du château. Le blason de la commune de Feucherolles indique l'existence du château, par la forteresse en couronne qui y figure. Le château fut ruiné pendant la guerre de Cent Ans et occupé par les Anglais qui modifièrent le nom du château en l'appelant Saint-James.
Certains documents font aussi état d'une chapelle royale, en lien avec la collégiale de Poissy, édifiée sous Jean II le Bon et placée sous la responsabilité de l'aumônier Guillaume de Feucherolles. Elle fut détruite à la Révolution.